# Блонский сельсовет
Блонский сельсовет — административно-территориальная единица в составе Пуховичского района Минской области Беларуси. Административный центр — агрогородок Блонь.

## История
Пуховичский район был образован 17 июля 1924 года. Через месяц, 20 августа 1924 года район был поделен на 12 сельсоветов, среди которых был Блонский.

## Состав
Блонский сельсовет включает 13 населённых пунктов:
- Блонь — агрогородок.
- Владимировка — деревня.
- Залужье — деревня.
- Заречье — деревня.
- Звезда — деревня.
- Избище — деревня.
- Крупка — деревня.
- Любин — деревня.
- Роща — деревня.
- Сиротка — деревня.
- Скобровка — деревня.
- Цагельня — деревня.
- Чирвоный Берег — деревня.

## Культура
- Государственное учреждение «Пуховичский районный краеведческий музей» (бывший усадебный дом Бонч-Осмоловских) в агрогородке Блонь